# Ordine del re Faysal
L'Ordine del re Faysal è un ordine cavalleresco dell'Arabia Saudita.

## Storia
L'Ordine è stato fondato nel 1976 da re Khalid dell'Arabia Saudita e lo dedicò al predecessore.

## Classi
L'Ordine dispone delle seguenti classi di benemerenza:
- Gran Cordone
- Membro di I Classe
- Membro di II Classe
- Membro di III Classe
- Membro di IV Classe

## Insegne
- Il nastro è giallo con bordi bianchi e verdi.